# إدوارد إليس موريس
إدوارد إليس موريس (بالإنجليزية: Edward Ellis Morris)‏ هو لغوي أسترالي، ولد في 25 ديسمبر 1843 في تشيناي في الهند، وتوفي في 1902 في إنجلترا في المملكة المتحدة.